# Бібліотечні інститути
Бібліоте́чні інститу́ти — вищі навчальні заклади в СРСР, що готують бібліотечних і культ.-освіт. працівників вищої кваліфікації. 
В СРСР є три Б. і.: Ленінградський ім. Н. К. Крупської (засн. 1918); Московський (засн. 1930); Харківський (засн. 1935). Б. і. мають ф-ти: бібліотечний (з відділом дитячих бібліотек) та культосвітньої роботи. Харківський Б. і. налічує до 4000 студентів. В числі кафедр інституту — п'ять спеціальних (бібліотекознавства, бібліографії та ін.), які вивчають, узагальнюють та поширюють досвід найкращих культосвіт. установ України і подають науково-методичну допомогу культпрацівникам республіки. Інститут має бібліотеку з книжковим фондом до 150 000 томів. Для заочників створені консультаційні пункти в Харкові, Києві та Львові.